# 세종포천고속도로 오송지선
세종포천고속도로의오송지선(世宗抱川高速道路의五松支線, 고속국도 제292호선)은 세종특별자치시 전동면을 기점으로, 충청북도 청주시 흥덕구 오송읍을 종점으로 하는 대한민국의 고속도로로, 세종포천고속도로의 지선이다.

## 역사
- 2019년 10월 11일 : 세종특별자치시 전동면 보덕리 ~ 충청북도 청주시 오송읍 공북리 구간을 고속국도 제292호선 세종포천고속도로의오송지선으로 지정[2]
- 2020년 3월 10일 : 2024년까지 세종 ~ 포천 오송지선 고속도로 신설을 위해 세종특별자치시 전동면 보덕리 ~ 충청북도 청주시 흥덕구 오송읍 공북리 6.21km 구간 도로구역 결정[3]

## 주요 경유지
세종특별자치시
- 전동면

충청북도
- 청주시 흥덕구 오송읍